# 南岳中正图书馆
南岳中正图书馆，是一座成立于1947年的民国时期图书馆，如今已不复图书馆功能，场馆供当地政府部门办公使用，位于湖南省衡阳市南岳区集贤峰下。

## 历史沿革
1945年12月，湖南省临时参议会第二届第四次大会决定成立南岳中正图书馆。
1947年7月，南岳中正图书馆正式成立，康和声任馆长。7月4日，选址在集贤峰下旧集贤书院的图书馆开工建设。
1948年4月1日，南岳中正图书馆正式开馆，藏书近10万册，成为当时湖南省第二大图书馆。
1954年，南岳中正图书馆的建制被撤销。1984年，南岳区成立，南岳中正图书馆成为南岳区区政府办公楼。
2005年10月份，南岳区行政大院建成并投入使用，区政府搬出图书馆，又搬进去一些区直单位。中正图书馆现在作为南岳区旅游局等单位的办公场所使用。

## 收藏
南岳中正图书馆可藏书40万册，为当时湖南省第二大图书馆。资料显示，中正图书馆在1947年3月前募集到一批珍贵的古籍图书，其中法学家向郁阶一人就捐献累代所藏善本4万册。1954年图书馆建制被撤销后，所藏古籍被移交到湖南图书馆，藏书则移交至衡阳市图书馆、松坡图书馆。湖南图书馆副研究馆员沈小丁表示，现在的湖南图书馆还能找到有“南岳图书馆”印戳的书籍。
图书馆内的重要收藏还包括：清朝时南岳福严寺的住持海岸法师用指血抄成的佛经，书画名家曾熙家人寄存的曾熙书画作品。

## 建筑结构
参见：红网记者拍摄的南岳中正图书馆 （页面存档备份，存于）
图书馆总体为一座两层高的清宫廷式四合院建筑，由藏书室、阅览室、办公室等组成。
内部采用西式风格，设有8个阅览室，可容纳读者为200人。馆楼面积1700余平方米，全馆占地约1万平方米。